# Greenberry
Greenberry az Amerikai Egyesült Államok északnyugati részén, Oregon állam Benton megyéjében, az Oregon Route 99W mentén elhelyezkedő önkormányzat nélküli település.
Egykor itt volt a Southern Pacific Railroad Westside szárnyvonalának egy megállója. A település nevét Green Berry Smith-ről (gyakran Greenberry Smithnek nevezve) kapta, aki a közeli Smith-domb névadója is. A rabszolgaságpárti telepes a szomszédos David Carson halála után a férfi feleségét és gyerekeit kizáratta az örökségből, mivel feketék voltak.

## Fordítás
- Ez a szócikk részben vagy egészben  a   Greenberry, Oregon című angol Wikipédia-szócikk ezen változatának fordításán alapul.  Az eredeti cikk szerkesztőit annak laptörténete sorolja fel. Ez a jelzés csupán a megfogalmazás eredetét és a szerzői jogokat jelzi, nem szolgál a cikkben szereplő információk forrásmegjelöléseként.